# Larreule (Hautes-Pyrénées)
Larreule település Franciaországban, Hautes-Pyrénées megyében. Lakosainak száma 382 fő (2022. január 1.). Larreule Maubourguet, Labatut-Figuières, Monségur, Caixon, Lahitte-Toupière és Nouilhan községekkel határos.

## Népesség
A település népességének változása:
| Lakosok száma | 417  | 409  | 423  | 410  | 411  | 400  | 389  | 384  | 382  |
|               | 2013 | 2015 | 2016 | 2017 | 2018 | 2019 | 2020 | 2021 | 2022 |